# Stazione di Budapest Ovest
La stazione di Budapest Ovest (in ungherese: Budapest Nyugati pályaudvar, abbreviata in Nyugati pu., letteralmente "stazione occidentale") è una stazione ferroviaria di Budapest, capitale dell'Ungheria.
È la seconda stazione più importante della città, dopo quella di Budapest Est.
Fu progettata da August de Serres e Victor Bernard, che lavorarono entrambi nello studio di Gustave Eiffel e la sua apertura ufficiale risale al 28 ottobre 1877. In precedenza sorgeva qui un'altra stazione, che all'epoca rappresentava il capolinea della linea Pest-Vác (tratta costruita nel 1846): l'edificio fu comunque demolito durante i lavori per la creazione dell'arteria stradale Nagykörút.
La stazione, che è situata all'interno del VI distretto, si affaccia sulla piazza Nyugati da cui prende nome.